# David St. James
David Francis St. James (Honolulu, Hawái; 4 de septiembre de 1947) es un actor estadounidense, más conocido por aparecer en múltiples series de televisión, como iCarly, General Hospital y Beverly Hills, 90210, entre otros. Es también conocido por interpretar a Broden en Space: Above and Beyond. Comenzó su carrera de actor en 1989, en la película Man Trouble.

## Carrera
St. James apareció en The West Wing, como Congressman Darren Gibson, y apareció como el cruel profesor Sr. Howard en iCarly, porque odia a los niños y también odia a su esposa. Él hace el rol en la película Creative Differences como Dick. Él apareció en casi 100 películas, siempre muchas voces a través de al otro lado, por televisión y películas.

## Filmografía
- Final Destination 5 (2011) como Dennis Lapman.
- Creative Differences (2009) como Dick.
- iCarly (2008 - 2012) como Sr. Howard (7 episodios)
- Diamond Confidential (2009) como Chief Kennard.
- Everybody Hates Chris (2006 - 2008) como Sr. Phillips.
- Scrubs (2006) como Sr. Sommers
- The West Wing (2001 - 2005) como Congressman Darren Gibson (3 episodios).
- Donnie Darko (2001) como Bob Garland.
- Family Matters como robber en Grocery Store.

## Enlaces en línea
- David St. James en Internet Movie Database
- David St. James (enlace roto disponible en Internet Archive; véase el historial, la primera versión y la última). en TV.com

- Datos: Q8354180